# Stylobates (schimmelgeslacht)
Stylobates is een monotypisch geslacht in de orde Agaricales. De familie is nog niet zeker (Incertae sedis). De typesoort is Stylobates paradoxus hetgeen ook het enige geslacht is.